# Rəsul Çunayev
Rəsul Çunayev (también escrito como Rasul Chunayev; Balaken, URSS, 7 de enero de 1991) es un deportista azerbaiyano que compitió en lucha grecorromana.
Participó en los Juegos Olímpicos de Río de Janeiro 2016, obteniendo una medalla de bronce en la categoría de 66 kg. En los Juegos Europeos de Bakú 2015 obtuvo una medalla de oro en la categoría de 71 kg.
Ganó tres medallas en el Campeonato Mundial de Lucha entre los años 2014 y 2018, y dos medallas de plata en el Campeonato Europeo de Lucha, en los años 2014 y 2018.
En 2016 recibió el Diploma Honorífico del Presidente de la República de Azerbaiyán.

## Palmarés internacional
| Juegos Olímpicos   | Juegos Olímpicos           | Juegos Olímpicos  | Juegos Olímpicos |
| Año                | Lugar                      | Medalla           | Categoría        |
| ------------------ | -------------------------- | ----------------- | ---------------- |
| 2016               | Río de Janeiro (Brasil)    | Medalla de bronce | 66 kg            |
| Campeonato Mundial |                            |                   |                  |
| Año                | Lugar                      | Medalla           | Categoría        |
| 2014               | Taskent (Uzbekistán)       | Medalla de bronce | 71 kg            |
| 2015               | Las Vegas (Estados Unidos) | Medalla de oro    | 71 kg            |
| 2018               | Budapest (Hungría)         | Medalla de bronce | 72 kg            |
| Juegos Europeos    |                            |                   |                  |
| Año                | Lugar                      | Medalla           | Categoría        |
| 2015               | Bakú (Azerbaiyán)          | Medalla de oro    | 71 kg            |
| Campeonato Europeo |                            |                   |                  |
| Año                | Lugar                      | Medalla           | Categoría        |
| 2014               | Vantaa (Finlandia)         | Medalla de plata  | 71 kg            |
| 2018               | Kaspisk (Rusia)            | Medalla de plata  | 72 kg            |